# Tatran Kohoutovice
Tatran Kohoutovice je český fotbalový klub, který sídlí v brněnských Kohoutovicích v Jihomoravském kraji. Založen byl roku 1945. Od sezony 2011/12 působí v I. B třídě Jihomoravského kraje (7. nejvyšší soutěž), od sezony 2019/20 ve skupině „B“. Od sezóny 2021/2022 působí v I. A třídě Jihomoravského kraje (6. nejvyšší soutěž) ve skupině „B“.
Mužstvo v minulosti vedl mj. Roman Kukleta.

## Historie
Fotbalový stadion TJ Tatran Kohoutovice „Na babkách“ byl slavnostně otevřen 9. května 1974. Klubovými barvami jsou zelená a bílá.
Klub se od svého vzniku pohyboval v brněnských městských soutěžích, první postup na krajskou úroveň zaznamenal v sezoně 1999/00, kdy ze 4. místa brněnského Městského přeboru mimořádně postoupil do I. B třídy Jihomoravské župy. Po skončení sezony 2003/04 došlo k převodu práv na MSFL z Dolních Kounic do Kohoutovic. Po dvou sezonách ve 3. nejvyšší soutěži (2004/05 a 2005/06) klub podal přihlášku do I. A třídy Jihomoravského kraje – sk. A.

## Vývoj názvu
Zdroj: 
- 1945 – SK Kohoutovice (Sportovní klub Kohoutovice)
- 1948 – JTO Sokol Kohoutovice (Jednotná tělovýchovná organisace Sokol Kohoutovice)
- 1953 – DSO Tatran Kohoutovice (Dobrovolná sportovní organisace Tatran Kohoutovice)
- 1956 – TJ Tatran Kohoutovice (Tělovýchovná jednota Tatran Kohoutovice)
- 2004 – FC Tatran Brno-Kohoutovice (Football Club Brno-Kohoutovice)
- 2006 – TJ Tatran Kohoutovice (Tělovýchovná jednota Tatran Kohoutovice)
- 2016 – TATRAN Kohoutovice, z. s. (Tatran Kohoutovice, zapsaný spolek)

## Umístění v jednotlivých sezonách
Stručný přehled
Zdroj: 
- 1992–1993: Brněnská městská soutěž
- 1993–1995: Brněnský městský přebor
- 1995–1998: Brněnská městská soutěž
- 1998–1999: Brněnský městský přebor
- 2002–2004: I. B třída Jihomoravského kraje – sk. A
- 2004–2006: Moravskoslezská fotbalová liga
- 2006–2010: I. A třída Jihomoravského kraje – sk. A
- 2010–2011: Brněnský městský přebor
- 2011–2013: I. B třída Jihomoravského kraje – sk. A
- 2013–2018: I. B třída Jihomoravského kraje – sk. B
- 2018–2019: I. B třída Jihomoravského kraje – sk. A
- 2019–2021: I. B třída Jihomoravského kraje – sk. B
- 2021–2022: I. A třída Jihomoravského kraje – sk. B
- 2022–2023: I. A třída Jihomoravského kraje – sk. B
- 2023–2024: I. B třída Jihomoravského kraje – sk. A
- 2024–: Přebor Jihomoravského kraje

Jednotlivé ročníky
Zdroj: 
Legenda: Z – zápasy, V – výhry, R – remízy, P – porážky, VG – vstřelené góly, OG – obdržené góly, +/− – rozdíl skóre, B – body, červené podbarvení – sestup, zelené podbarvení – postup, fialové podbarvení – reorganizace, změna skupiny či soutěže
| Československo (1992 – 1993) |                                         |        |    |    |    |    |    |    |     |    |        |
| Sezóny                       | Liga                                    | Úroveň | Z  | V  | R  | P  | VG | OG | +/− | B  | Pozice |
| 1992/93                      | Brněnská městská soutěž                 | 9      | 26 | 15 | 6  | 5  | 74 | 41 | +33 | 36 | 2.     |
| Česko (1993 – )              |                                         |        |    |    |    |    |    |    |     |    |        |
| Sezóna                       | Liga                                    | Úroveň | Z  | V  | R  | P  | VG | OG | +/− | B  | Pozice |
| 1993/94                      | Brněnský městský přebor                 | 8      | 26 | 7  | 8  | 11 | 49 | 56 | −7  | 22 | 9.     |
| ...                          |                                         |        |    |    |    |    |    |    |     |    |        |
| 1995/96                      | Brněnská městská soutěž                 | 9      | 26 | 6  | 6  | 14 | 46 | 70 | −24 | 24 | 12.    |
| 1996/97                      | Brněnská městská soutěž                 | 9      | 26 | 13 | 4  | 9  | 51 | 44 | +7  | 43 | 4.     |
| 1997/98                      | Brněnská městská soutěž                 | 9      | 26 | 21 | 3  | 2  | 80 | 23 | +57 | 66 | 1.     |
| 1998/99                      | Brněnský městský přebor                 | 8      | 30 | 13 | 7  | 10 | 56 | 49 | +7  | 46 | 12.    |
| ...                          |                                         |        |    |    |    |    |    |    |     |    |        |
| 2002/03                      | I. B třída Jihomoravského kraje – sk. A | 7      | 26 | 9  | 5  | 12 | 42 | 41 | +1  | 32 | 10.    |
| 2003/04                      | I. B třída Jihomoravského kraje – sk. A | 7      | 26 | 10 | 0  | 16 | 35 | 63 | −28 | 30 | 11.    |
| 2004/05                      | Moravskoslezská fotbalová liga          | 3      | 30 | 5  | 12 | 13 | 27 | 43 | −16 | 27 | 14.    |
| 2005/06                      | Moravskoslezská fotbalová liga          | 3      | 30 | 4  | 15 | 11 | 19 | 38 | −19 | 27 | 15.    |
| 2006/07                      | I. A třída Jihomoravského kraje – sk. A | 6      | 26 | 10 | 0  | 16 | 40 | 54 | −14 | 30 | 12.    |
| 2007/08                      | I. A třída Jihomoravského kraje – sk. A | 6      | 24 | 7  | 6  | 11 | 38 | 48 | −10 | 27 | 11.    |
| 2008/09                      | I. A třída Jihomoravského kraje – sk. A | 6      | 26 | 7  | 5  | 14 | 35 | 45 | −10 | 26 | 13.    |
| 2009/10                      | I. B třída Jihomoravského kraje – sk. A | 7      | 26 | 9  | 0  | 17 | 42 | 64 | −24 | 27 | 13.    |
| 2010/11                      | Brněnský městský přebor                 | 8      | 26 | 21 | 0  | 5  | 73 | 28 | +45 | 63 | 1.     |
| 2011/12                      | I. B třída Jihomoravského kraje – sk. A | 7      | 26 | 13 | 2  | 11 | 51 | 35 | +16 | 41 | 3.     |
| 2012/13                      | I. B třída Jihomoravského kraje – sk. A | 7      | 26 | 12 | 4  | 10 | 40 | 36 | +4  | 40 | 4.     |
| 2013/14                      | I. B třída Jihomoravského kraje – sk. B | 7      | 26 | 8  | 5  | 13 | 45 | 48 | −3  | 29 | 11.    |
| 2014/15                      | I. B třída Jihomoravského kraje – sk. B | 7      | 26 | 11 | 10 | 5  | 47 | 33 | +14 | 43 | 4.     |
| 2015/16                      | I. B třída Jihomoravského kraje – sk. B | 7      | 26 | 10 | 9  | 7  | 56 | 49 | +7  | 39 | 7.     |
| 2016/17                      | I. B třída Jihomoravského kraje – sk. B | 7      | 24 | 13 | 3  | 8  | 52 | 35 | +17 | 42 | 4.     |
| 2017/18                      | I. B třída Jihomoravského kraje – sk. B | 7      | 26 | 13 | 8  | 5  | 59 | 38 | +21 | 47 | 5.     |
| 2018/19                      | I. B třída Jihomoravského kraje – sk. A | 7      | 26 | 14 | 3  | 9  | 59 | 47 | +12 | 45 | 4.     |
| 2019/20                      | I. B třída Jihomoravského kraje – sk. B | 7      | 13 | 4  | 2  | 7  | 21 | 41 | −20 | 14 | 10.    |
| 2020/21                      | I. B třída Jihomoravského kraje – sk. B | 7      | 8  | 7  | 1  | 0  | 25 | 6  | +19 | 22 | 2.     |
| 2021/22                      | I. A třída Jihomoravského kraje – sk. B | 6      | 26 | 13 | 2  | 11 | 52 | 46 | +6  | 48 | 4.     |
| 2022/23                      | I. A třída Jihomoravského kraje – sk. B | 6      | 26 | 7  | 4  | 15 | 41 | 83 | -42 | 25 | 13.    |
| 2023/24                      | I. A třída Jihomoravského kraje – sk. A | 6      | 26 | 19 | 2  | 5  | 67 | 34 | +33 | 59 | 2.     |
| 2024/25                      | Přebor Jihomoravského kraje             | 5      | 30 | 7  | 12 | 11 | 38 | 50 | -12 | 33 | 12.    |

## Tatran Kohoutovice „B“
Tatran Kohoutovice „B“ je rezervním týmem Kohoutovic, který se pohybuje v brněnských městských soutěžích. Největším úspěchem je dvouleté působení v I. B třídě Jihomoravského kraje – sk. B (2004–2006).

### Umístění v jednotlivých sezonách
Stručný přehled
Zdroj: 
- 1976–1977: Brněnská základní třída – sk. ?
- 1998–1999: Brněnská městská soutěž – sk. ?
- 2001–2004: Brněnská městská soutěž
- 2004–2006: I. B třída Jihomoravského kraje – sk. B
- 2006–2008: Brněnský městský přebor
- 2008–2009: bez soutěže
- 2009–2010: Brněnská základní třída
- 2010–2011: Brněnská městská soutěž
- 2011–2012: Brněnská městská soutěž – sk. B
- 2012–2025: Brněnská městská soutěž
- 2025–: Brněnský městský přebor

Jednotlivé ročníky
Zdroj: 
Legenda: Z – zápasy, V – výhry, R – remízy, P – porážky, VG – vstřelené góly, OG – obdržené góly, +/− – rozdíl skóre, B – body, červené podbarvení – sestup, zelené podbarvení – postup, fialové podbarvení – reorganizace, změna skupiny či soutěže
| Československo (1977 – 1993) |                                                            |                                                            |                                                            |                                                            |                                                            |                                                            |                                                            |                                                            |                                                            |                                                            |                                                            |
| Sezóny                       | Liga                                                       | Úroveň                                                     | Z                                                          | V                                                          | R                                                          | P                                                          | VG                                                         | OG                                                         | +/−                                                        | B                                                          | Pozice                                                     |
| 1976/77                      | Brněnská základní třída – sk. ?                            | 10                                                         | 22                                                         | 8                                                          | 2                                                          | 12                                                         | 49                                                         | 50                                                         | −1                                                         | 18                                                         | 8.                                                         |
| ...                          |                                                            |                                                            |                                                            |                                                            |                                                            |                                                            |                                                            |                                                            |                                                            |                                                            |                                                            |
| Česko (1993 – )              |                                                            |                                                            |                                                            |                                                            |                                                            |                                                            |                                                            |                                                            |                                                            |                                                            |                                                            |
| Sezóny                       | Liga                                                       | Úroveň                                                     | Z                                                          | V                                                          | R                                                          | P                                                          | VG                                                         | OG                                                         | +/−                                                        | B                                                          | Pozice                                                     |
| ...                          |                                                            |                                                            |                                                            |                                                            |                                                            |                                                            |                                                            |                                                            |                                                            |                                                            |                                                            |
| 1998/99                      | Brněnská městská soutěž – sk. ?                            | 9                                                          | 16                                                         | 7                                                          | 3                                                          | 6                                                          | 35                                                         | 37                                                         | −2                                                         | 24                                                         | 11.                                                        |
| ...                          |                                                            |                                                            |                                                            |                                                            |                                                            |                                                            |                                                            |                                                            |                                                            |                                                            |                                                            |
| 2001/02                      | Brněnská městská soutěž                                    | 9                                                          | 22                                                         | 7                                                          | 6                                                          | 9                                                          | 53                                                         | 56                                                         | −3                                                         | 27                                                         | 11.                                                        |
| 2002/03                      | Brněnská městská soutěž                                    | 9                                                          | 22                                                         | 6                                                          | 2                                                          | 14                                                         | 33                                                         | 51                                                         | −18                                                        | 20                                                         | 11.                                                        |
| 2003/04                      | Brněnská městská soutěž                                    | 9                                                          | 20                                                         | 5                                                          | 3                                                          | 12                                                         | 30                                                         | 46                                                         | −16                                                        | 18                                                         | 11.                                                        |
| 2004/05                      | I. B třída Jihomoravského kraje – sk. B                    | 7                                                          | 26                                                         | 8                                                          | 7                                                          | 11                                                         | 46                                                         | 56                                                         | −10                                                        | 31                                                         | 13.                                                        |
| 2005/06                      | I. B třída Jihomoravského kraje – sk. B                    | 7                                                          | 26                                                         | 6                                                          | 4                                                          | 16                                                         | 38                                                         | 66                                                         | −28                                                        | 22                                                         | 13.                                                        |
| 2006/07                      | Brněnský městský přebor                                    | 8                                                          | 26                                                         | 4                                                          | 3                                                          | 19                                                         | 38                                                         | 109                                                        | −71                                                        | 15                                                         | 14.                                                        |
| 2007/08                      | Brněnská městská soutěž                                    | 9                                                          | 22                                                         | 12                                                         | 2                                                          | 8                                                          | 58                                                         | 49                                                         | +9                                                         | 38                                                         | 3.                                                         |
| 2008/09                      | V této sezoně nebylo B-mužstvo přihlášeno v žádné soutěži. | V této sezoně nebylo B-mužstvo přihlášeno v žádné soutěži. | V této sezoně nebylo B-mužstvo přihlášeno v žádné soutěži. | V této sezoně nebylo B-mužstvo přihlášeno v žádné soutěži. | V této sezoně nebylo B-mužstvo přihlášeno v žádné soutěži. | V této sezoně nebylo B-mužstvo přihlášeno v žádné soutěži. | V této sezoně nebylo B-mužstvo přihlášeno v žádné soutěži. | V této sezoně nebylo B-mužstvo přihlášeno v žádné soutěži. | V této sezoně nebylo B-mužstvo přihlášeno v žádné soutěži. | V této sezoně nebylo B-mužstvo přihlášeno v žádné soutěži. | V této sezoně nebylo B-mužstvo přihlášeno v žádné soutěži. |
| 2009/10                      | Brněnská základní třída                                    | 10                                                         | 16                                                         | 10                                                         | 2                                                          | 4                                                          | 48                                                         | 28                                                         | +20                                                        | 32                                                         | 1.                                                         |
| 2010/11                      | Brněnská městská soutěž                                    | 9                                                          | 26                                                         | 12                                                         | 2                                                          | 12                                                         | 62                                                         | 62                                                         | 0                                                          | 38                                                         | 7.                                                         |
| 2011/12                      | Brněnská městská soutěž – sk. B                            | 9                                                          | 16                                                         | 5                                                          | 4                                                          | 7                                                          | 38                                                         | 35                                                         | +3                                                         | 19                                                         | 7.                                                         |
| 2011/12                      | Brněnská městská soutěž – o umístění                       | 9                                                          | 7                                                          | 4                                                          | 1                                                          | 2                                                          | 22                                                         | 19                                                         | +3                                                         | 13                                                         | 2.                                                         |
| 2012/13                      | Brněnská městská soutěž                                    | 9                                                          | 26                                                         | 11                                                         | 7                                                          | 8                                                          | 80                                                         | 74                                                         | +6                                                         | 40                                                         | 4.                                                         |
| 2013/14                      | Brněnská městská soutěž                                    | 9                                                          | 20                                                         | 10                                                         | 4                                                          | 6                                                          | 54                                                         | 34                                                         | +20                                                        | 34                                                         | 4.                                                         |
| 2014/15                      | Brněnská městská soutěž                                    | 9                                                          | 22                                                         | 9                                                          | 4                                                          | 9                                                          | 53                                                         | 46                                                         | +7                                                         | 31                                                         | 8.                                                         |
| 2015/16                      | Brněnská městská soutěž                                    | 9                                                          | 20                                                         | 8                                                          | 2                                                          | 10                                                         | 42                                                         | 46                                                         | −4                                                         | 26                                                         | 7.                                                         |
| 2016/17                      | Brněnská městská soutěž                                    | 9                                                          | 24                                                         | 9                                                          | 3                                                          | 12                                                         | 58                                                         | 53                                                         | +5                                                         | 30                                                         | 8.                                                         |
| 2017/18                      | Brněnská městská soutěž                                    | 9                                                          | 22                                                         | 10                                                         | 4                                                          | 8                                                          | 56                                                         | 47                                                         | +9                                                         | 34                                                         | 6.                                                         |
| 2018/19                      | Brněnská městská soutěž                                    | 9                                                          | 22                                                         | 7                                                          | 3                                                          | 12                                                         | 46                                                         | 68                                                         | −22                                                        | 24                                                         | 10.                                                        |
| 2019/20                      | Brněnská městská soutěž                                    | 9                                                          | 12                                                         | 7                                                          | 0                                                          | 5                                                          | 33                                                         | 18                                                         | +15                                                        | 21                                                         | 4.                                                         |
| 2020/21                      | Brněnská městská soutěž                                    | 9                                                          | 9                                                          | 3                                                          | 1                                                          | 5                                                          | 17                                                         | 24                                                         | −7                                                         | 10                                                         | 9.                                                         |
| 2021/22                      | Brněnská městská soutěž                                    | 9                                                          | 26                                                         | 10                                                         | 3                                                          | 13                                                         | 65                                                         | 65                                                         | 0                                                          | 33                                                         | 10.                                                        |
| 2022/23                      | Brněnská městská soutěž                                    | 9                                                          | 24                                                         | 13                                                         | 3                                                          | 8                                                          | 70                                                         | 51                                                         | +19                                                        | 42                                                         | 4.                                                         |
| 2023/24                      | Brněnská městská soutěž                                    | 9                                                          | 28                                                         | 14                                                         | 6                                                          | 8                                                          | 104                                                        | 69                                                         | +35                                                        | 48                                                         | 3.                                                         |
| 2024/25                      | Brněnská městská soutěž                                    | 9                                                          | 28                                                         | 24                                                         | 0                                                          | 4                                                          | 115                                                        | 48                                                         | +67                                                        | 72                                                         | 1.                                                         |

Poznámky:
- 2003/04: B-mužstvo postoupilo mimořádně v souvislosti s mimořádným postupem A-mužstva.
- 2019/20: Sezona nedohrána kvůli pandemii covidu-19.
- 2020/21: Sezona nedohrána kvůli pandemii covidu-19.